# M16

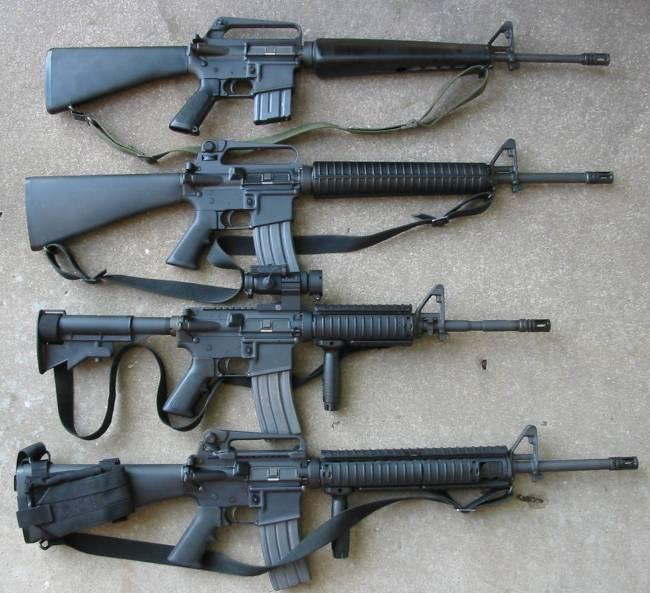
De sus în jos: M16A1, M16A2, M4A1, M16A4

M16 (nume oficial: Pușcă, Calibrul 5.56mm, M16) este denumirea militară americană a automatului AR-15. Compania Colt a achiziționat drepturile pentru pușca de asalt AR-15 de la firma ArmaLite și folosește această denumire doar pentru versiunile semiautomate. Pușca de asalt M16 folosește muniție de calibrul 5,56x45 mm care poate produce răni adânci și șoc hidrostatic în momentul impactului. Din cauza vitezei mari a glonțului și a rotirii acestuia în organism, țesutul uman este fragmentat, fiind realizat un transfer rapid de energie prin interacțiune mecanică.
Pușca de asalt M16 a fost folosită de forțele terestre ale Statelor Unite ale Americii în timpul luptelor de junglă din Vietnamul de Sud începând cu anul 1963. Până în 1969, M16 a devenit principala armă de foc folosită de trupele americane din Războiul din Vietnam, înlocuind pușca M14. Armata americană a folosit în continuare pușca M14 pe teritoriul SUA, în Europa și în Coreea de Sud, până în anul 1970. Încă din timpul Războiului din Vietnam, seria de arme M16 a devenit pușca standard a armatei americane. Împreună cu variantele sale, a fost folosită de 15 țări NATO și este cea mai produsă armă de foc care folosește acest calibru.